# 雅隆觉阿王系
雅隆觉阿王系，是吐蕃分裂时期的一个王系。
吐蕃王朝赞普朗达玛的五世孙赤琼到雅隆（今西藏自治区山南地区）秦昂达则城，繁衍生息，发展实力。赤琼的孙子玉赞在位时，以雅隆为中心称王，史称雅隆觉阿王系。吐蕃归附元朝后，王族中的成员有的投靠元朝萨迦派，有的依附帕木竹巴，雅隆觉阿王系的政治实体解体。